# Lutheran Church in America
Lutheran Church in America, LCA var ett kyrkosamfund i USA som bildades 1962 genom en sammanslagning av flera äldre lutherska kyrkor:
- United Lutheran Church in America
- Augustana Evangelical Lutheran Church (Augustanasynoden) med svenskt ursprung.
- American Evangelical Lutheran Church med danskt ursprung.

1988 slogs LCA samman med The American Lutheran Church och Association of Evangelical Lutheran Churches och bildade Evangelical Lutheran Church in America.
Lutheran Church in America ansågs vara en förhållandevis liberal och ekumeniskt inriktad kyrka. Organisatoriskt var kyrkan klerikal och hierarkisk, i kontrast mot den kongregationalistiska och/eller lågkyrkliga inriktning som många andra amerikanska (även lutherska) samfund hade. LCA kunde därmed sägas vara den lutherska kyrka i USA som hade mest gemensamt med de lutherska folkkyrkorna i Europa.